# Cultivar del riso

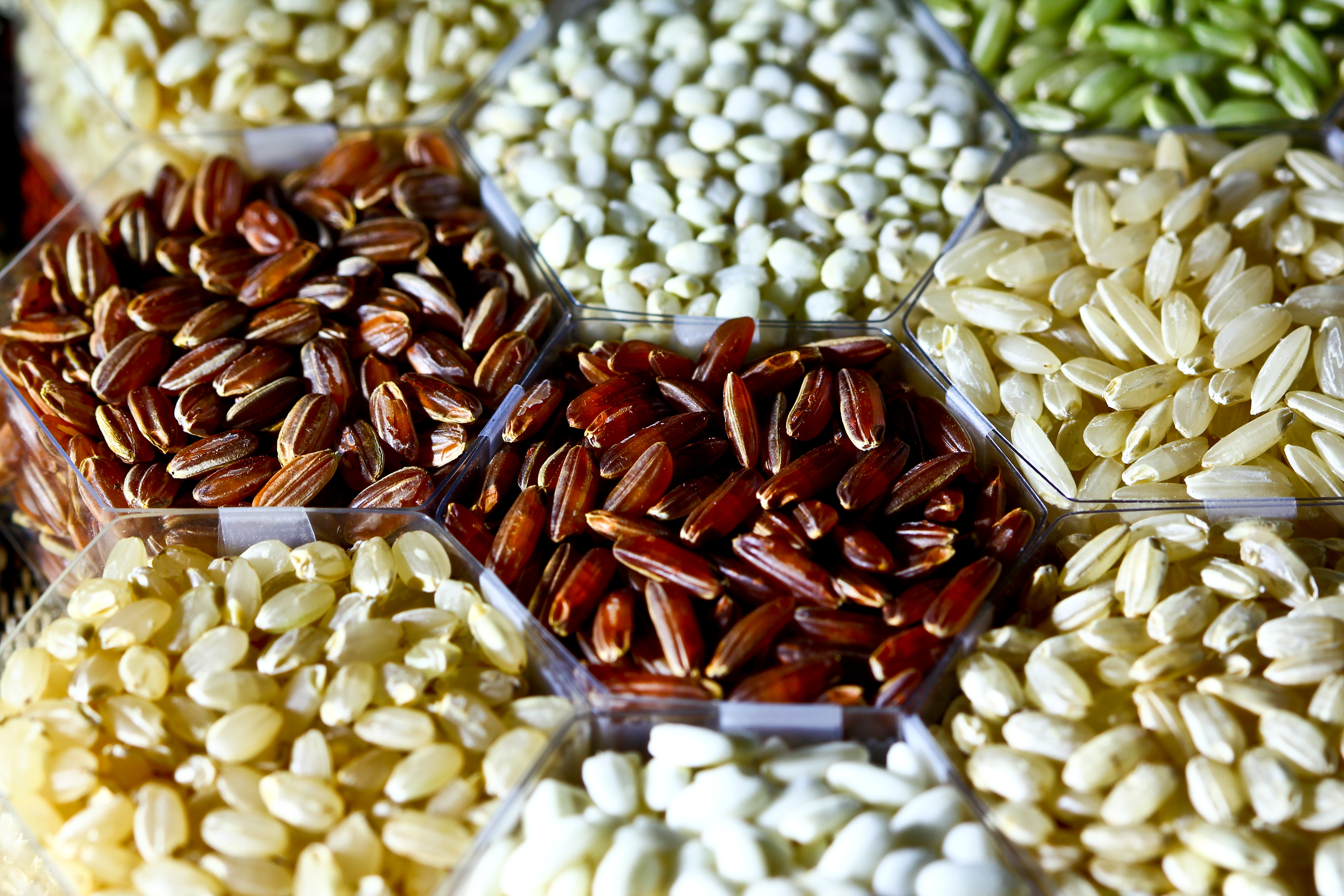
Il riso in diverse forme, colori e dimensioni

Questo è un elenco delle cultivar del riso non esaustivo, conosciute anche come varietà di riso. Esistono diverse specie di grani chiamati riso: il riso asiatico (Oryza sativa) è il più conosciuto e il più coltivato, con le due grandi sottospecie (indica e japonica) e oltre 40 000 varietà.. In questa lista sono incluse anche il riso africano (Oryza glaberrima) ed il riso selvatico (genere Zizania).
Il riso può variare in genetica, lunghezza del chicco, colore, spessore, viscosità, aroma, metodo di coltivazione, e altre caratteristiche, portando così a numerose cultivar. Ad esempio, esistono più di nove principali cultivar di riso per produrre il solo sake. Le due sottospecie di riso asiatico, indica e japonica, generalmente si distinguono per lunghezza e viscosità. Indica è a grana lunga e non appiccicoso, mentre la japonica è a grana corta e glutinoso.
Il riso può essere diviso anche in base al tipo di processo a cui viene sottoposto: riso integrale e riso bianco: del primo viene conservata tutta la parte commestibile del chicco mentre all'altro viene rimossa la crusca e il germe. Il riso lavorato non necessariamente è di colore bianco, ma può essere anche viola, nero e rosso.

## Varietà del Nord America
- Texas rice
- Texmati
- Brazos
- Gulfrose
- Madison
- Pecos
- Rico
- Wild rice (Zizania aquatica)

### Varietà californiane
- California New Variety rice
- Calhikari-201
- Calmati-201
- Calmochi rice
- Caloro
- Calrose
- Calusa
- Nishiki
- Wehani

### Varietà canadesi
- Northern Wild rice (conosciuto anche come Canadian Wild rice (Zizania palustris))

### Varietà della Carolina
- Carolina Gold
- Charleston Gold

### Varietà del Texas
- Texas rice
- Texas wild rice (Zizania texana)

### Varietà della Louisiana
- Blue Rose
- Earl
- Mercury
- Nato
- Riso Pecan
- Riso Popcorn
- Vista

## Varietà africane
- Riso Abakaliki 
  - Coltivato negli stati di Abakaliki e Ebonyi in Nigeria orientale
- Riso africano
- Riso Ekpoma[6]
- Nuovo riso per l'Africa
- Riso Ofada
  - Coltivato ad Ofada, Nigeria
  - Aromatico

## Varietà australiane

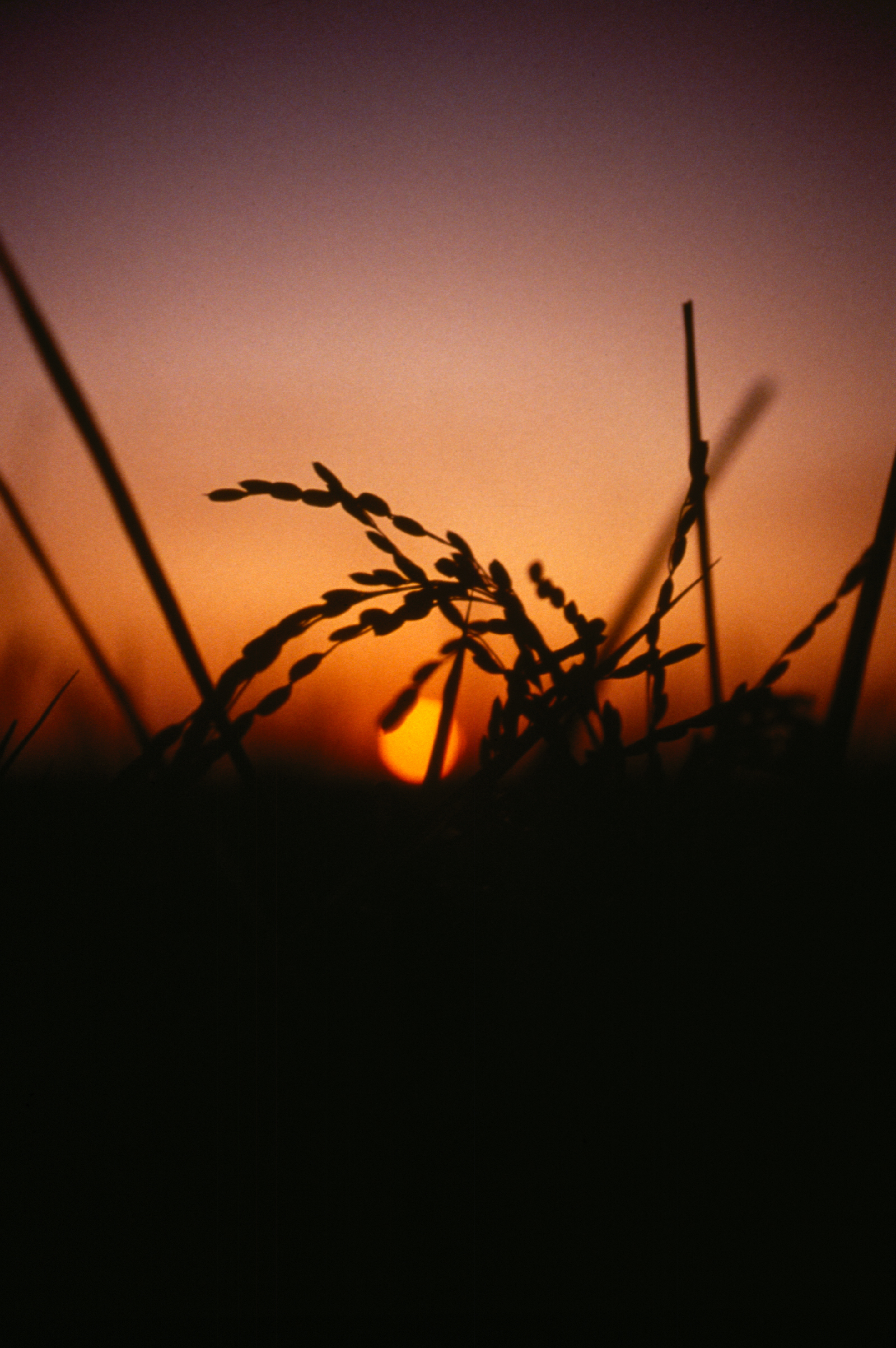
Riso coltivato in Australia

- Doongara
- Illabong
- Koshihikari
- Kyeema
- Langi
- Opus
- Reiziq
- Sherpa
- Topaz

## Varietà del Bangladesh
- Akia Beruin pattyyy theddi rice
- Akia Beruin White
- Balam Dhan - a group of local Aman rice varieties
- Balam-small Red
- Balam-small White
- Bashmoti Rice
- BINA Dhan – a group of high-yielding rice varieties developed by Bangladesh Institute of Nuclear Agriculture
- Binni Rice
- BRRI Dhan – a group of high-yielding rice varieties developed by Bangladesh Rice Research Institute
- Chinigura Rice
- Digha Dhan – a group of deepwater Aman rice varieties
- Gadai Lashkari
- Hail Girvi
- Hamim
- Hori Dhan
- Kalijira Rice
- Tolsi Mala Dhan - aromatic rice, best from the Sherpur district region.
- Kalo Beruin
- Katari Bhog
- Kathali Beruin Red
- Kathali Beruin White
- Khara Beruin
- Khato Dosh
- Lapha
- Lathial-7 Red
- Lathial-7 White
- Loha Sura
- Matichak
- Miniket Rice
- Modhu Beruin Red
- Modhu Beruin White
- Mou Beruin
- Moulata
- Najir Shail
- Pajam
- Pakh Beruin
- Raujan-1
- Raujan-2
- Sakhorkhana
- Shail Dhan
- Tepu Dhan
- Thakur Bhog
- Diga Dhan
- Depos Dhan

## Varietà buthanesi

Un singolo chicco di riso rosso buthanese

- Riso rosso bhutanese

## Varietà birmane
- Midon ((MY) )[senza fonte]
- Paw hsan hmwe
- Emahta ((MY) )[senza fonte]
- Letyezin[senza fonte]
- Ngasein ((MY) )[senza fonte]
- Byat ((MY) )[senza fonte]
- riso glutinoso nero
- riso glutinoso bianco

## Varietà cambogiane
- Bonla Pdao (បន្លាផ្ដៅ)
- Cammalis – Riso Jasmine a chicco extra-lungo
- Long Rice
- Neang Khon (នាងខុន)
- Neang Minh (នាងមិញ) – riso a chiccho lungo
- Phka Khnhei (ផ្កាខ្ញី) – varietà fragrante, significa "fiore"
- Phkar Malis (ផ្កាម្លិះ) – Riso Jasmine cambogiano
- Senchey Brand, សែនជ័យ ប្រេន is a Low glycemic Index Rice (GI=55) (chicco medio, periodo fotosensitivo, semi tradizionali)
- Senkraob (សែនក្រអូប) 
  - Ha vinto il premio come miglio riso nel 2017 ed è stato certificato con un indice Medium Glycemic Index (GI) di 62 eseguito da Temasek Polytechnic Glycemic Index Research Unit (GIRU)[senza fonte]
- Phka Romdul (ផ្ការំដូល)
- Red Rice (ស្រូវក្រហម)
- White rice (ស្រូវសោ)
- Sen Pi Dao (សែនពិដោ)
- Riang cheay(រាំងជ័យ)
- Srauv Pong Rolork (ស្រូវ ពងរលក)
- Srauv Ha Mort  (ស្រូវ ហាមាត់)
- Srauv IR      (រស្រូវអីអ៊ែរ)

## Varietà cinesi
- Asiatico nero
- Zizania latifolia
- Oryza rufipogon
- Riso Ponlai (蓬莱米)
- Riso Wuchang (五常大米)

## Varietà dominicane
- Cristal 100
- Idiaf 1
- Inglés Corto
- Inglés Largo
- Juma 57
- Juma 58
- Juma 66
- Juma 67
- Prosequisa 4
- Prosequisa 5
- Prosequisa 10
- Toño Brea
- Yocahú CFX-18

## Varietà francesi
- Riso rosso della Camargue

## Varietà greche
- Blue Rose[7]
- Carolina
- Glassé
- Nychaki
- Parboiled

## Varietà indiane

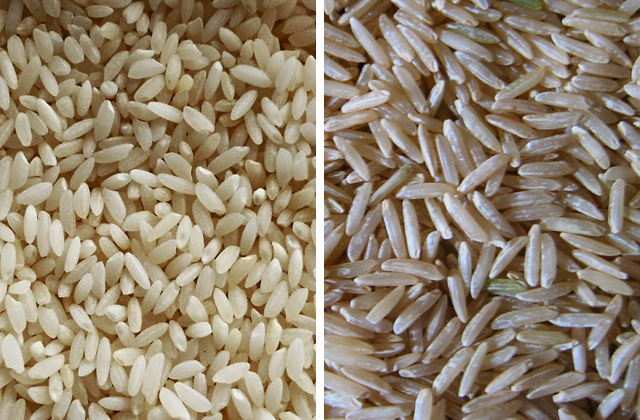
Two cultivars of rice from India compared: khyma (left) and basmati (right)

Until 1970, India had about 110,000 varieties of rice and now it has about 6,000 varieties.
- Riso Aizon[9]
- Ambemohar
- Annapoornna
- Atop
- Riso Basmati
- Riso Barma Black
- Bhut Muri
- Riso Champa
- Clearfield Rice
- Riso Dubraj
- Gandhasala
- Gobindobhog
- Hansraj
- Hasan Serai
- HMT Rice
- Idly Rice – chicco piccolo
- Riso Jay Shrirama
- Joha Rice[10]
- Jyothi
- Riso Kamini
- Kasalath[11]
- Katta Sambar
- Laxmi Bhog (Bengala Occidentale)
- Minicate
- Molakolukulu
- Riso Navara
- Riso Patna
- Riso Ponni
- Poreiton Chakhau – riso di Manipur
- Pusa Basmati 1121[12]
- Riso Pusa
- Riso Raja Hansa
- Riso Ranjit[13]
- Riso Rosematta
- Sona Masuri
- Surekha
- Thimmasamundaram Mollakolukulu
- Tulaipanji (Bengala Occidentale)

### Varietà di riso del Punjab e Haryana
Nelle regini del Punjub e di Hryana crescono Riso Basmati e riso non Basmati premium come:
- Riso basmati tradizionale
- Basmati 30,31
- Riso PUSA Basmati
- Riso 1121 Basmati
- Riso 1509 Basmati
- Riso 1718 Basmati
- Riso Sugandha
- Riso Sharbati
- RH-10 Rice
- Parmal 11 o PR11 Rice
- Parmal 14 o PR14 Rice
- Parmal 47 o PR 47 Rice
- Parmal 106 o PR 106 Rice

### Varietà di riso dello stato indiano dell'Andhra Pradesh
Andhra Pradesh possiede centinaia varietà di riso, tra cui:
- Chitti Mutyalu
- Sona masoori o Bangaru Theegalu
- Pusa-677 (IET-12617)
- Krishna Hamsa
- Triguna (IET-12875)
- Keshava
- Swathi
- Vedagiri
- Maruteru Sannalu
- Cottondora Sannalu
- Bharani
- Deepti
- Srikakulam Sannalu
- Vasundhara
- Early Samba
- Surya
- Tholakari
- Godavari
- Shanthi
- Indra
- Sree Kurma
- BPT Rice
- 1010 (Veyyi Padi)
- Aarkalu - an ancient varietal
- Swarna
- Samba
- RJL
- Sampada
- Amara
- Sri Dhruthi
- Tarangini
- Bheema
- Chandra
- Pushyami
- Prabhat
- Sujatha
- Maruteru Samba
- Maruteru Mahsuri
- Sravani
- Samba masuri
- Gidda masuri
- Vijaya masuri
- Tella Masuri
- Jeelakara Masuri
- Molagolukulu
- Jeelakara Sannalu
- Jayelu

### Varietà di riso dello stato indiano del Karnataka
- Varietà sviluppate dagli agricoltori
  - Mysore Mallige
  - NMS2
  - Chinnaponni
  - HMT
  - De Govinda
- Medicinal Rice
  - Navara (originario del Kerala)
  - Diabetic Rice
  - Karigajavali
  - Kagisale
  - Doddabairnellu
- Riso aromatico
  - Gandhsale
  - Jeerige Sanna
  - Sannakki
  - Ambemore
  - Burma Black
- Daily Rice
  - Salem Sanna
  - Rajbhoga
  - Gowri Sanna
  - Rajkamal
  - Karijaddu
  - Karidaddibudda
  - Jolaga
  - Munduga
  - Doddabarinellu
- Riso specifico del Karnataka
  - Rajamudi
  - Rathnachudi
  - Sannavalya
  - Mysore Sanna
  - Bangaragundu
- BR-2655
- IR-30864
- Jaya[21]
- Kagga of Manikatta[22]
- Thanu[23]
- Tunga

### Varietà di riso dello stato indiano di Odisha

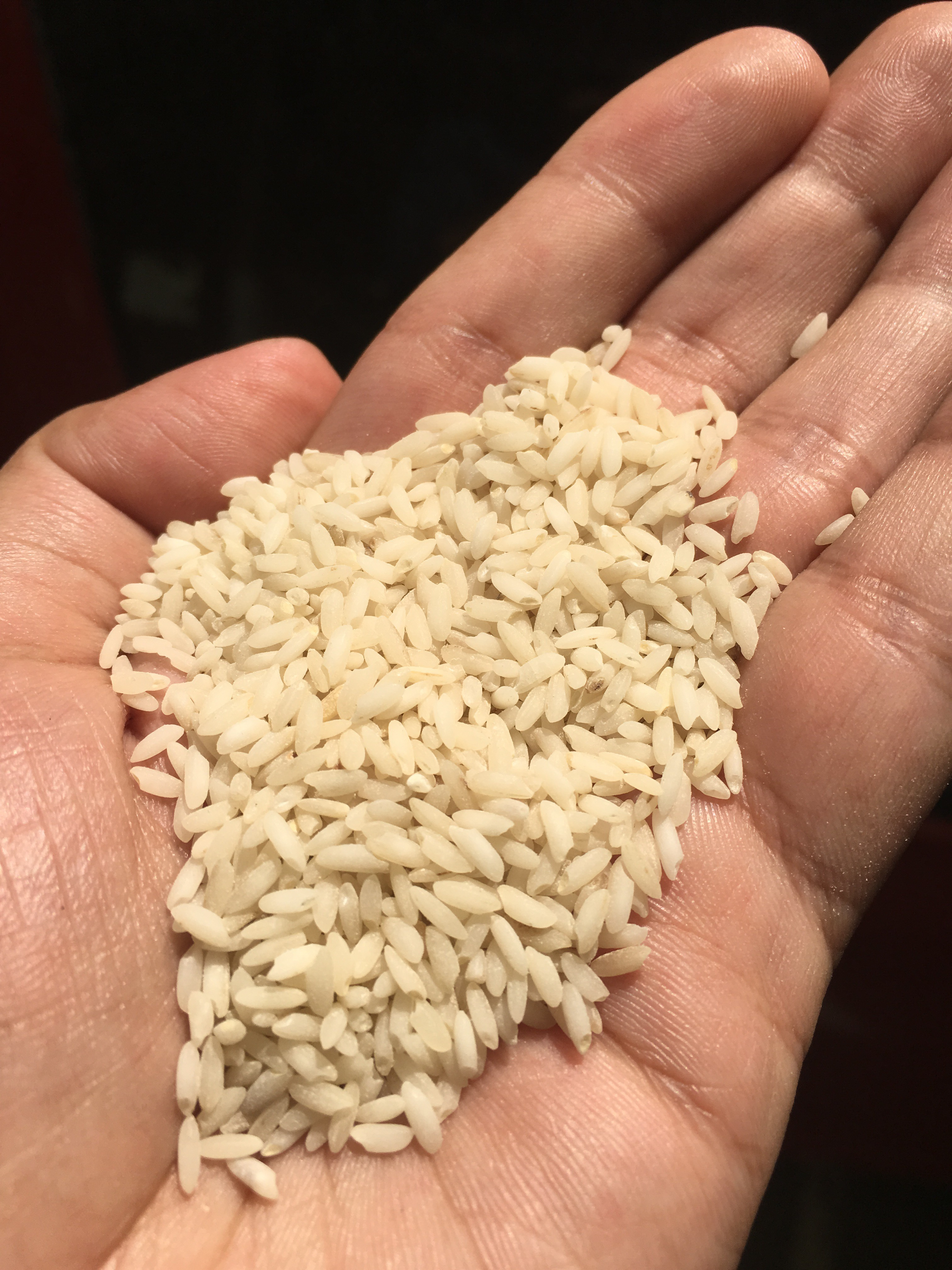
De-husked ed il riso macinato Kalanamak in India

- Nalihati (non-aromatico)
- Padmakeshari (aromatico)
- Kalamoti (aromatico)
- Balami (aromatico)
- Kalajiri (aromatico)
- Tulasibasa (aromatico)
- Pimpudibasa (aromatico)
- Swarna (non-aromatico)
- Nalabainsi (non-aromatico)
- Pateni (non-aromatico)
- Ratna (IET-1411)[24][25]

### Varietà di riso dello stato indiano del Kerala
- Arikirai 110
- Aryan (ആര്യൻ)
- Boli Ari
- Cheera Thouvan
- Chembaavu (ചെമ്പാവ്)
- Chenjeera
- Chennellu
- Cherumadan
- Chitteni (ചിറ്റേനി)
- Chuvanna Choman
- D1 (Uma)
- Dhebi
- Wayanad Gandhakasala o Gandhakasala
- Ezhome Rice
- Wayanad Gandhakasala o Jeerakasala
- Kaattaazhi (കാറ്റാഴി)
- Kariyadukkan
- Karutharikannan
- Keeripallan
- Kochathikkalaari (കൊച്ചതിക്കലാരി)
- Kodukayama
- Kozhivalan
- Kumaro-athikkalaari (കുമരൊ അതിക്കലാരി)
- Kunjinellu
- Kunjuvithu
- Kuppakayama
- Kuttadan (കുറ്റാടൻ)
- Malakkannan
- Malakkaran
- Matta Palakkad (പാലക്കാടന്‍ മട്ട)
- Modan
- Moorkhan
- Mundakan (മുണ്ടകൻ)
- Mundodan
- Mundot
- Munnayan
- Nallachennellu
- Njavara
- Odachan
- Oryssa
- Palliyaran
- Paravalappan
- Ponnariyan
- Pokkali Rice
- Punjakayama
- Rajadhani
- Rajakayama
- Ratha Choodi
- Sughikayama
- Thavalakkannan (തവളക്കണ്ണൻ)
- Thonnuran
- Thottam
- Thovvan
- Undakayama
- Vachan
- Vattan (വട്ടൻ)
- Vayalthoova (വയൽത്തൂവ)
- Vellachoman
- Vellariyan
- Vellathovvan
- Velutharikannan
- Wayanad Kayamma (കയമ്മ)
- Sali
- Suwagmoni

### Varietà di riso dello stato indiano di Tamil Nadu
- Aduthurai
- Akshayadhan[26]
- Ambasamudharam
- Amsipiti Dhan
- Aravan Kuruva
- Ariyan Nel
- Arubatham Samba
- Aruvadhan Kodai
- Arwa
- Basmati Tukda
- Bhatta Dhan
- Biagunda Dhan
- Bod Dhan
- Chengalpattu Sirumani
- Chennel
- Chithiraikar (Pondy)
- Chithiraikkar
- Chomala
- Chot Dhan
- Cochin Samba
- Coimbatore
- Eravapandi
- Gandakesala
- Improved Samba Mahsuri
- Improved White Ponni
- IR-20
- Molakolukulu
- IR-50
- Molakolukulu
- Jil Jil Vaigunda
- Jirkudai
- Jogarnath Dhan
- Kadaikazhuthan
- Kaividhai Samba
- Kalarpaalai
- Kalarpalai
- Kalinga III[27]
- Kaliyan Samba
- Kallimadaiyan
- Kallundai
- Kallurundaiyan
- Kamban Samba
- Kandasel/Kandasali
- Kappakkar
- Kappa Samba
- Kar Samba
- Karthigai Samba
- Karunguruvai
- Karuppu Nel
- Karuthakkar
- Katarni
- Kattanur Nel
- Katta Samba
- Kattukuthalam
- Kattu Samba
- Kattu Vaniyam
- Kitchili Samba
- Kollan Samba
- Kollikkar
- Konakkuruvai
- Koomvalai
- Kouni Nel
- Kudaivazhai
- Kudavazhai
- Kudhiraival Samba
- Kullakaar
- Kundri Manisamba
- Kunthali
- Kurangu Samba
- Kuruvai
- Kuruvai Kalanchiyam
- Kuruvaikalayan
- Kuzhiyadichan
- Kullakkara Samba
- Lakshmi Kajal
- Lendhi Dhan
- Mahate
- Mal-bhog
- Manakathai
- Mansoori
- Mappillai Samba
- Maranel
- Mathimuni
- Mattai 110
- Mattaikkar
- Mattaikkuruvai
- Moongil
- Mottakur
- Murugangar Nel
- Muttakkar
- Nalla Manisamba
- Navara
- Neelasamba
- Ninni Dhan
- Norungan
- Njavara
- Oazhava Katrazhai
- Ondrarai Samba
- Oldisaur Dhan
- Ottadai
- Parwmal
- Pathrakali
- Pattaraikkar
- Pattar Pisin
- Periyavari
- Perungar
- Pisini
- Pitchavari
- Ponni Rice
- Poongar
- Poovan Samba
- Puzhuthiikar
- Puzhuthikal
- Puzhuthi Samba
- Rasagadam
- Rongalachi Dhan
- Sadakar
- Sivan Samba
- Siraga samba
- Samba
- Samba Mosanam
- Sandikar
- Sanna Samba
- Seela Rice
- Seeraga Samba
- Selam Samba
- Sembilipanni
- Sempalai
- Sempalai (D.K.M.)
- Sigappu Jermany
- Sigappu Kuzhiyadichan
- Sivappu Chithiraikar
- Sivappu Kuruvikar
- Soolaikuruvai
- Sooran Kuruvai
- Sornavali
- Sornavari
- Sureka
- Surti Kolam/Kolam
- Thangam Samba
- Thidakkal
- Thinni
- Thooyamallee
- Trichy 3
- Tulsi-manjari Black
- Vadan Samba
- Vaigunda
- Valla Arakkan
- Vangu Vellai
- Varadhan[28]
- Varalan
- Varappu Kudainchan
- Vasaramundan
- Veer Adangan
- Veethivadangan (ASD-3)
- Velchi
- Veliyan
- Vellai Chithiraikkar
- Vellaikkariyan
- Vellaikkuruvai
- Vellaikkuruvai
- Vellai Nel
- Vellai Poonkar

### Varietà di riso dello stato indiano di Telangana
- Indur Samba
- Bathukamma
- RNR 15048 o Telangana Sona o Karnataka Sona
- Improved Samba Mahsuri

### Varietà di riso dello stato indiano del Bengala Occidentale
Oltre 5000 varietà di riso si trovano nel Bengala Occidentale ma solo 150 di essere vengono coltivate
- Alai
- Amkel
- Antarbhet
- Are emo
- Adansilpa
- Agarali
- Agniban
- Aguripak
- Anshphal
- Arabaihar
- Arabaihar
- Are hat Punko
- Aroar
- Asanliya
- Bahurupi
- Begun bichi
- Bhaaluki
- Bhaludubraj
- Bhasa Kalmi
- Bhasa manik
- Birpana
- Badamphul
- Badshabhog
- Bahdurbhog
- Baigan monjia
- Bakui
- Balam
- Balaramsal
- Banglaptanai
- Baranali
- Barshalakshmi
- Baskathi
- Basmoti-370
- Baspata
- Bhimsal
- Bhogdhan
- Bhutia
- Birahi
- Birai
- Bodimani
- Chamarmani
- Chamatkar
- Chinakamini
- Chandrakanata
- Deko 2
- Denta
- Dheku
- Dhundhuni
- Dudheswar
- Dudheswar Sundarban
- Danaguri
- Dandkhani
- Dandsal
- Danti
- Dayalmadina
- Debsundari
- Dehradun Gandheswari
- Desi Jarhan Baihar
- Desidhan
- Dhapa
- Dharaial
- Dhusari
- Dolle Kartick
- Dope
- Dubraj
- Dudheswar
- Dudhkalma
- Dwarkasal
- Fulmugri
- Gangabaru
- Garikhajara
- Geligeti
- Ghios
- Ghurghupaijam
- Gitanjali
- Gobindabhog
- Gopalbhog
- Goradhan
- Janglijata
- Haldichuri
- Haludgati
- Hamai
- Hamilton
- Harinkajli
- Hatidhan
- Hendebaihar
- Heruajoha
- HJP 110
- HJP 72
- HJP 73
- HJP 77
- HJP sahebbhog
- HMT
- Hogla
- HP 203
- Hamiltan
- Hangara
- Hormanona
- Itanagar
- Jawaful
- jeeraful
- Jalkamini
- Jamainaru
- Jasmine
- Jata
- Jhili
- Jhinge sal
- Jhingesal L
- Jhuli
- Jhulur
- Jhumpuri
- Jigiresamba
- Jugal
- Jabra
- Jaldhapa
- Jaldubi
- JP 57
- Jubri dhan
- Kaleti
- Kaloboro
- Kumragore
- Kabirajsal
- Kabirajsal Odisha
- Kaggavat
- Khara
- Kahndagiri
- Kaika
- Kalachipta
- Kalalahi
- Kalamdani
- Kalodhan
- Kalodhapa
- Kalogoda
- Kalojira
- Kalonunia
- Kaltura
- Kalavat
- Kaminibhog
- Kamolsankari
- Kanakchur
- Kanchafulo
- Kankri
- Karigavole
- Karikagga
- Karni
- Kasiphul
- Kasuabinni
- Katarangi
- Kataribhog
- Katki
- Kendu Manjia
- Kerala Sundar
- Kesab sal
- Khadwak
- Kolajoha
- Kolkiala pateni
- Komol
- Krishanabhog
- Kuji Pateni
- Kute Patnai
- Laghu
- Lakhsman sal
- Lalbadshabhog
- Lalbasmati
- Laldhan Patela
- Laldhapa
- Lalgetu
- Lalkalam
- Lalsita
- Lathisal
- Lusri
- Lalbahal
- Laldhan
- Lalsaru
- Lalu
- Langlamuthi
- Lohoindi
- Maiganguri
- Malabati
- Maliagiri
- Marikhas
- Meghi
- Meghnad Dumru
- Mohini 2
- Motabaihar
- Moulo
- Machakanata
- Madhumala
- Malsiara
- Marichsal
- Markali
- Mastaer patnai
- Matidhan
- Matla
- Medi
- Mehadi
- Mohonbhog
- Mugojai
- Nagaland kalo
- Nalipankhia
- Nikkodan
- Nivar
- Nonakshitish
- Nagaland
- Nagalanmd Sada
- Nageswari
- Nagra patnai
- Narayan 21
- Narayan kamini
- Narkelchari
- Naryan Patnai
- Neli emo
- Orasal
- P 64 From Meghalya
- P 66 From Meghalaya
- Pakistani Basmati
- Pakri
- Pankha Gura
- Pari
- Paru
- Pateni
- Patikalam
- Patnai 23
- Payti emo
- Putkhalai
- Parbal
- Parimolsana
- Phakirmoni
- Pokali
- Rabansal
- Radhatilak
- Radhuni pagal
- Raghu sal
- Ramchandrabhog
- Ramigelli
- Rangi Dhan
- Rani akanda
- Radha emo
- Rahspanjar
- Ramjiara
- Ranikajal
- Rupali
- Rupsal
- Sadagetu
- Sabita
- Sabraj
- Sada Chenga
- Sada Kalam
- Safari
- Salkele
- Samba sole
- Sapuri
- Sararaj
- Sarukala
- Shatia
- Shu Kalma
- Silkote
- Sita sal
- Sitabhog
- Siulee
- Sole
- Soler Pona
- Sonalu
- Sonasari
- Srikamal
- Sundari
- Super sita
- Talmugur
- Tangar sal
- Teranga
- Thubi
- Tilakkachari
- Tulsa
- Tulsibas
- Tulsimanjari
- Tulsmukul
- Tilakasturi
- Toragoda
- Tulaipanji
- Vogalaya
- White Harisnakar
- White ponny

## Varietà di riso indonesiano
In Indonesia, ci sono almeno 45 varietà di riso per la produzione in campo umido (sawah) e 150 varietà di riso per la produzione in campo secco
- Anak Daro
- Andel Jaran
- Angkong
- Batang Lembang
- Batang Ombilin
- Batang Piaman
- Bengawan
- Cempo
- Ceredek
- Ceredek asal Gaduang Surian
- Ceredek asal Talang Babungo
- Ceredek Merah
- Ceredek Putih asal Tanjung Balik
- Cianjur Pandanwangi (aromatic)
- Cisokan
- Dharma Ayu
- Dryland rice landraces of Java
- Ekor Kuda
- Engseng
- Gropak (Kulon Progo-Jogja)
- Gundelan (Malang)
- Indramayu: Gropak
- Induk Ayam
- Jambur Urai
- Kebo
- Ketan Lusi
- Ketan Tawon
- Longong
- Markoti
- Melati
- Merong (Pasuruan)
- Ondel
- Riso Padi Boy
- Padi Cere Kuning
- Padi Cere Unggul
- Padi Gadu (unhulled rice seed)
- Padi Gandamana
- Padi Hitam
- Padi Kidangsari
- Padi Konyal
- Padi Kuning
- Padi Kutu
- Padi Mendali
- Padi Mentik
- Padi Mentik Wangi
- Padi Pandan Wangi
- Padi Parak
- Padi Putih
- Padi Sari Wangi
- Padi Sri Wulan
- Padi Suntiang
- Padi Wangi Lokal
- Pemuda Idaman
- Peta
- Rajalele (semi-aromatic)
- Rangka Madu
- Rejung Kuning
- Rijal
- Rojolele
- Sawah Kelai
- Siherang
- Sikadedek
- Simenep
- Sri Kuning
- Srimulih
- Tambun Data
- Temanggung black rice
- Tembaga
- Tjina
- Tumpang Karyo
- Tunjung
- Umbul-umbul
- Untup
- Wulu

## Varietà di riso iraniane
- Ambarboo
- Binam
- Domsiah
- Gerdeh[31]
- Gharib[31]
- Hasan Sarai
- Hasani[31]
- Hashemi[31]
- Kamfiruzi 
  - Coltivato nella Provincia di Fars lungo il fiume Kor
- Lenjan 
  - Coltivato nella Provincia di Esfahan lungo il fiume Zayandeh Rud
- Salari
- Sang Tarom
- Tarom
- Tarom Roushan
- tarom omid

## Varietà italiane

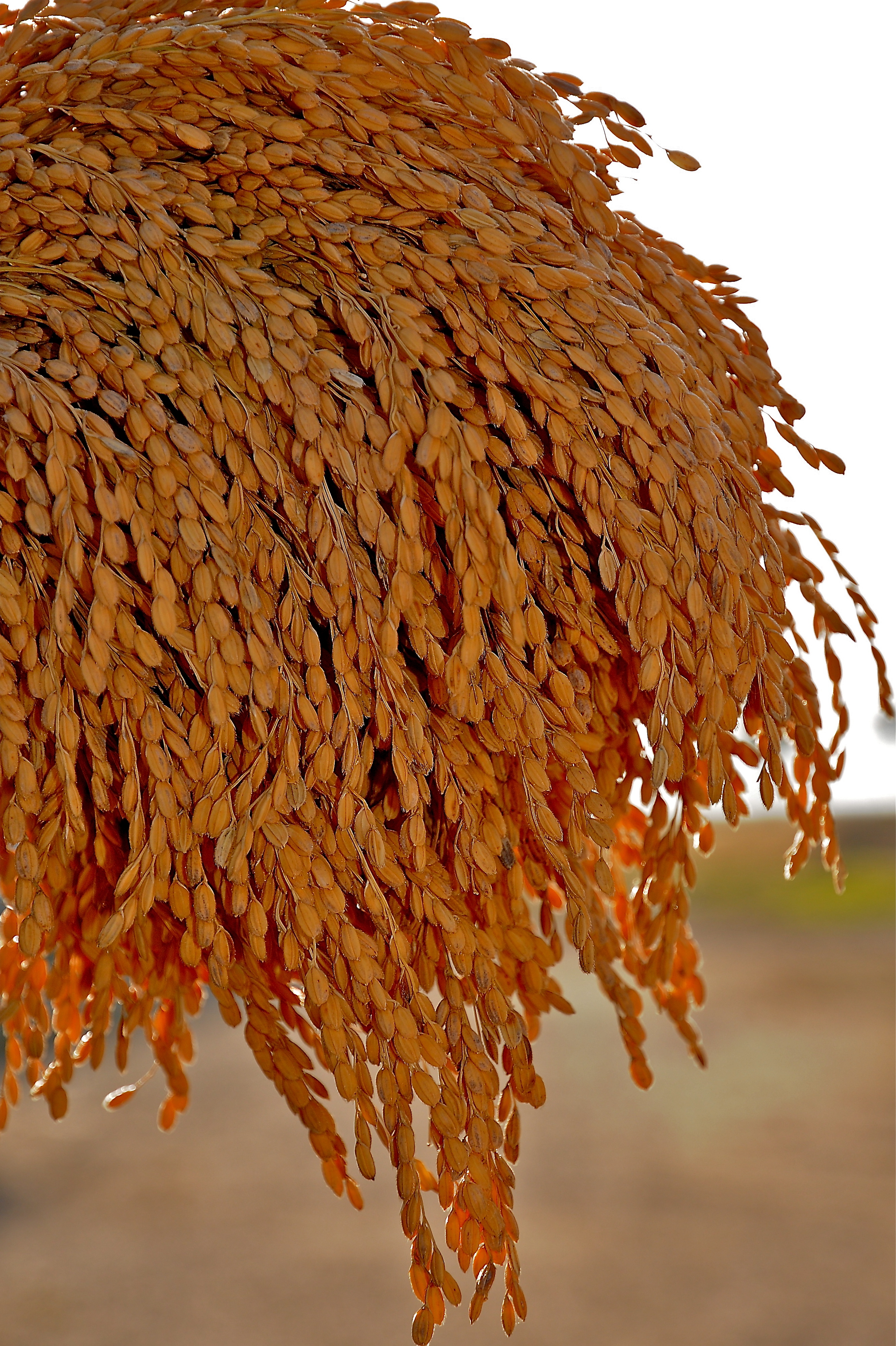
Maratelli

Questa una breve panoramica delle principali varietà dei risi coltivati in Italia.
Si distinguono in:
1)  "Lungo A" (ex fino): il Carnaroli, l'Arborio, il Roma, il Baldo, il Sant'Andrea, il Parboiled e il Ribe.
2) "Lungo B" (ex superfino, non più esistente): comprende i risi indiani come il Basmati.
Alcune principali varietà dei risi in Italia:
- Acquerello[35]: nato nel 1991, prodotto dai Rondolino di Livorno Ferraris, è un Carnaroli top di gamma, esclusivo perché fatto invecchiare nei silos, l'unico raffinato a sfregamento con elica, viene scelto dai grandi chef per i risotti.
- Arborio: all'estero gareggia con il Carnaroli nella preparazione dei risotti. Ottimo anche per insalate e minestre.
- Ariete: ottimo per risotti.
- Baldo: varietà derivata dal superfino,usato per risotti, pilaf, dolci di riso. Non appiccica, tiene la cottura.
- Balilla: dolci, timballi, minestre.
- Carnaroli: considerato il riso principe per risotti.
- Gladio: ideale per contorni,antipasti, piatti asiatici.
- Gloria: usato per risotti e piatti piemontesi.
- Lido: utilizzato per insalate, dolci, contorni.
- Maratelli, varietà storica dal nome dello scopritore.
- Originario: derivato dal Giappone, usato per minestre, dolci, arancini. Era considerato il piatto "povero", per l'abbondanza di questo riso e la sua economicità.[36]
- Padano: ottimo in minestre, zuppe, timballi, rilascia più amido.
- Parboiled: resistente alla cottura prolungata, ideale per insalate e riso al pomodoro
- Ribe: adatto a diverse preparazioni.
- Roma: l'ideale per risotti, era quello più usato per questi piatti, poi sostituito dal Carnaroli. Ottimo per i timballi.
- Sant'Andrea: per piatti piemontesi (come il Gloria).
- Selenio: ottimo per piatti orientali, prediletto per il Sushi.
- Thaibonnet: varietà di provenienza dalla Thailandia ottimo per cottura veloce verdure, carni, legumi.
- Venere: un riso dal chicco nero, gusto aromatico.
- Vialone Nano coltivato nella bassa Veronese.

## Varietà giapponesi
- Kitaake[37]

Riso non glutinoso
- Akebono
- Akitakomachi
- Asahi
- Domannaka
- Fusaotome
- Haenuki
- Hanaechizen
- Hinohikari
- Hitomebore
- Hoshinoyume
- Kamachi
- Kinuhikari
- Kirara397
- Koshihikari
- Moeminori
- Nagomi risotto - Higher starch content medium-grain rice
- Nipponbare
- Phoosphoos takuba
- Princess Sari - Long-grain rice
- Sainokagayaki
- Sasanishiki
- Tochiginoyume
- Tsuyahime

Varietà usate nella produzione di sake
- Ginpu (吟風)
- Gohyakumangoku (五百万石)
- Gouriki (強力 (米))
- Iwai  (祝 (米))
- Kameno'o (亀の尾)
- Miyamanishiki
- Omachi (雄)
- Sakemusashi
- Wataribune
- Yamada Nishiki
- Yumetoiro - usato per fare Awamori

Riso glutinoso
- Dewanomochi
- Himenomochi (ヒメノモチ)
- Hiyokumochi
- Kitayukimochi
- Koganemochi
- Yukiminori

Riso aromatico
- Haginokaori
- Hieri
- Hyugakaori
- Sawakaori
- Towanishiki

Riso rosso
- Akamuro
- Benisarasa
- Soujya Akamai
- Toukon
- Tsushima Akamai

Riso nero
- Asamurasaki
- Murasakinomai
- Okunomurasaki
- Shihou

## Varietà malesiane
Riso bianco
- Malinja
- Mahsuri
- Ria
- Bahagia
- Murni
- Marsia
- Jaya
- Sri Malaysia 1
- Sri Malaysia 2
- MR 1 (Setanjung)
- MR 7 (Sekencang)
- MR 10 (Sekembang)
- MR 27 (Kadaria)
- MR 52 (Manik)
- MR 71 (Muda)
- MR 77 (Seberang)
- MR 73 (Makmur)
- MR 84
- MR 81
- MR 103
- MR 106
- MR 123
- MR 127
- MR 159
- MR 167
- MR 185
- MR 211
- MR 219
- MR 220
- MR 232
- MR 253
- MR 263
- MR 269
- MRIA
- MR 284[38][39]
- Putra 1
- Putra 2[40]
- UKMRC-2
- UKMRC-8[41]

Riso glutinoso
- Pulut Malaysia 1
- MR 47 (Pulut Siding)

Riso glutinoso nero
- Pulut Hitam 9

Riso rosso
- MRM 16

Riso fragrante
- MRQ 50 (Puteri)
- MRQ 74 (Maswangi)
- MRQ 76

Riso tollerante agli erbicidi
- MR 220 CL1
- MR 220 CL2

## Riso nepalese

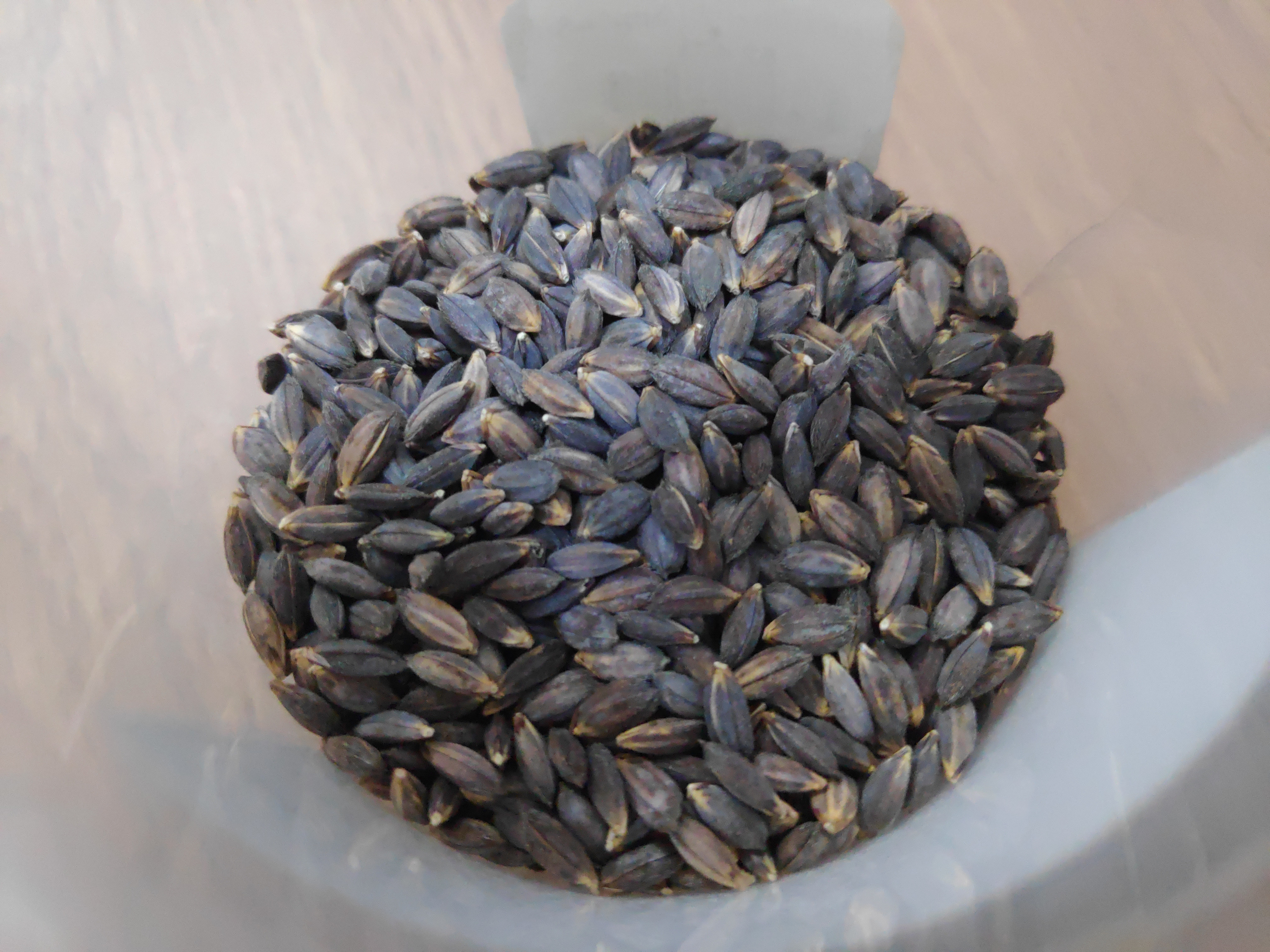
Kalopatle

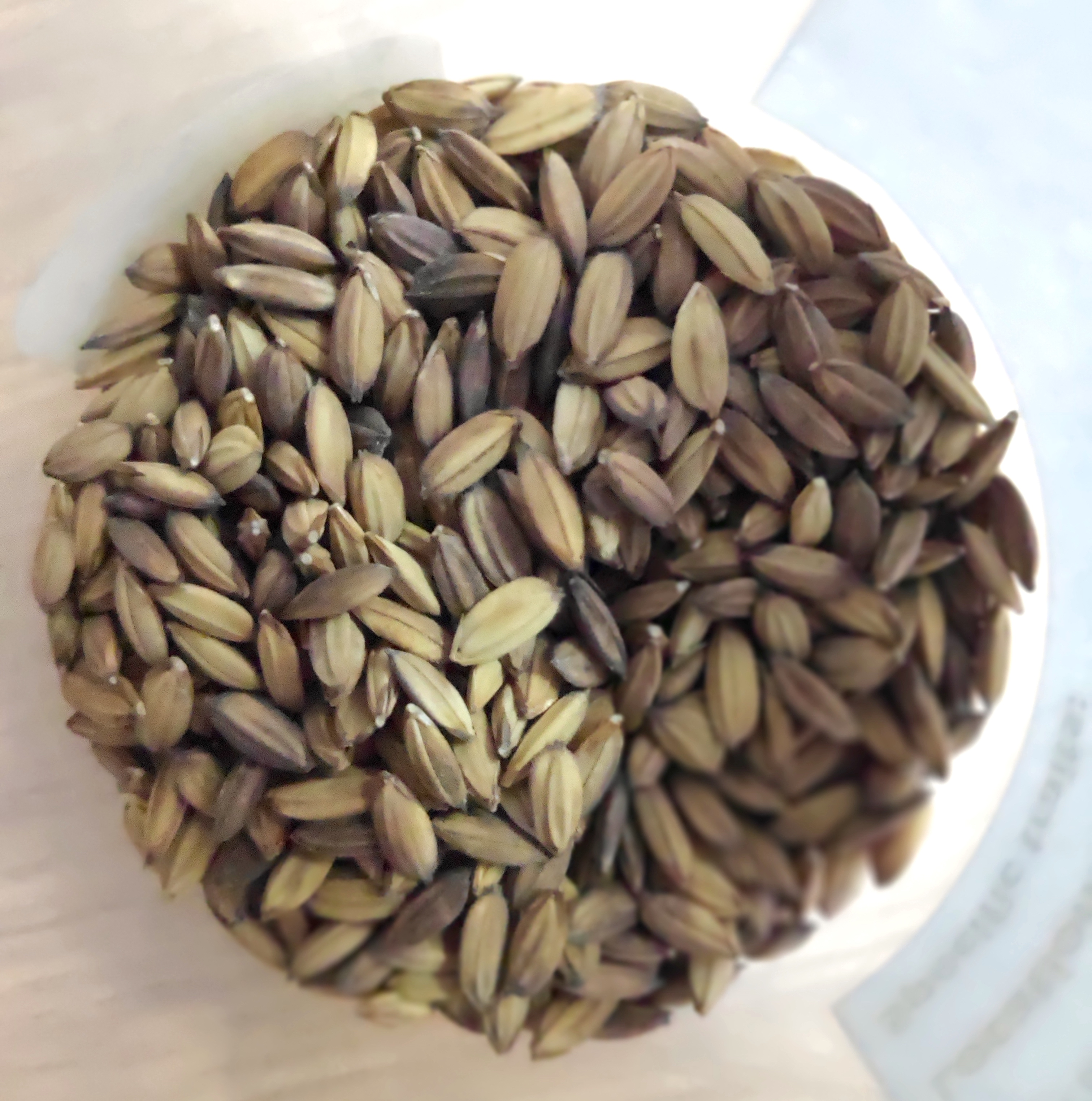
Jumli Marshi

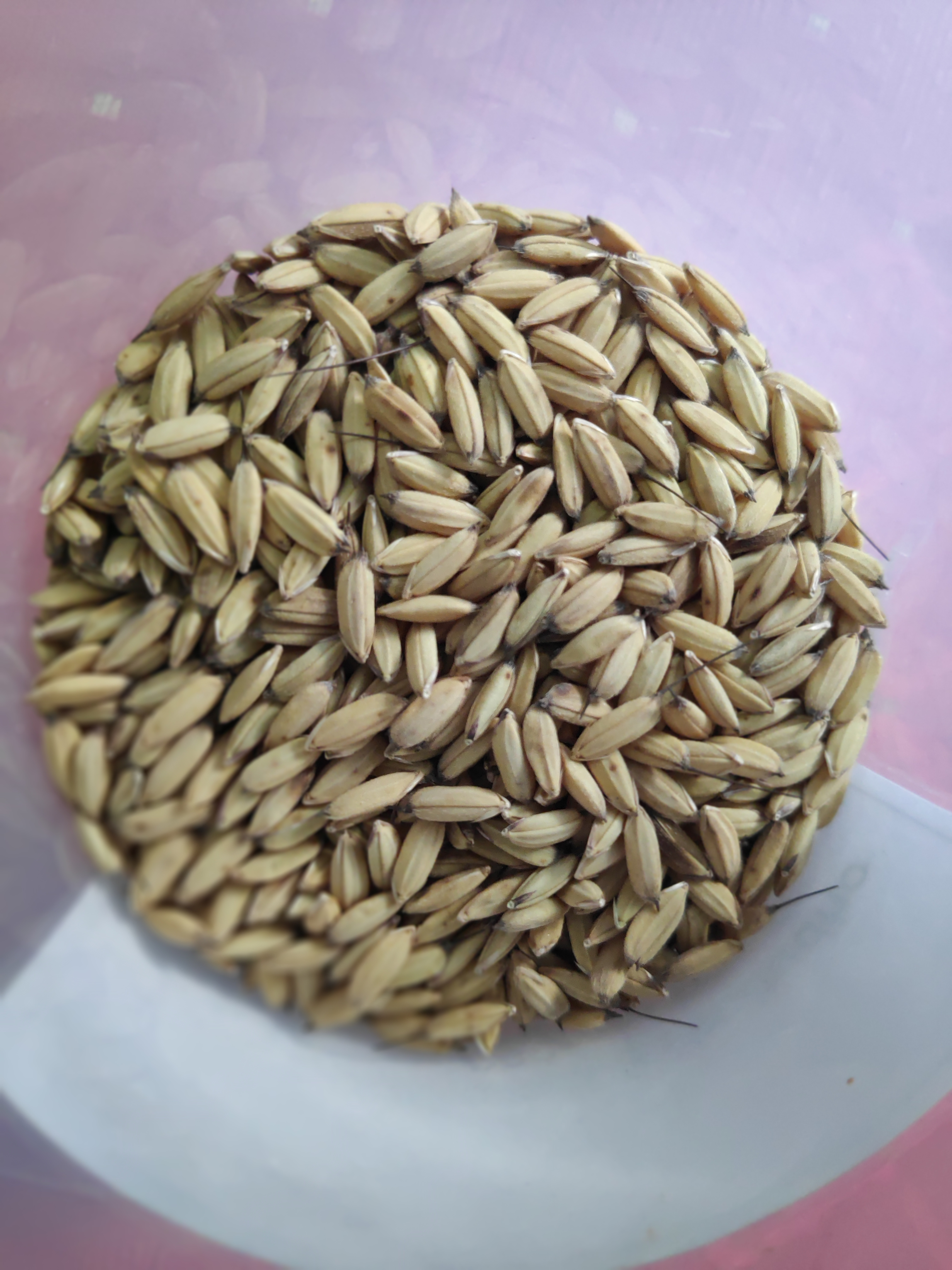
Pokhareli Jethobudho

- Basmati
- Kalopatle
- Jumli Marshi
- Pokhareli Jethobudho
- Kachorwa - 4
- Kachorwa - 8
- Tilki
- Tilki - 4
- Tilki - 8
- Tilki - 12
- Kariya Parewapwankh
- Barkhe 1027
- Barkhe 2014
- Anamol Masuli
- Kalo Nuniya
- Shyamjira
- Saathi
- Kalo Jhinuwa
- Kalo Jira
- Ghiupuri
- Sunaulo Sugandha
- Sarju 52
- Radha 4

## Riso pachistano
- Basmati PK-198
- Basmati PK-370
- Basmati PK-385
- Basmati PK-515
- Basmati 2000
- Basmati Pak or Kernal Basmati
- Basmati D-98
- DR 82 Long Grain
- DR 83 Long Grain
- DR 92 Long Grain
- Himsha Basmati 67
- Irri-6 Non Basmati Long Grain Rice
- Irri-9 Non Basmati Long Grain Rice
- C-9 Non basmati Long Grain Rice
- Kainaat (1121)
- Kasha Basmati 167
- Khushbu
- KS 282 Non Basmati Long Grain Rice
- KSK 133
- KSK 434
- Moomal
- PK-386 Long Grain Rice
- PS-2 Non Basmati Extra Long Grain Rice
- PSP-2001
- Basmati SD-D34
- Shadab (R-1, A,1, B-1, B-2)
- Shaheen Basmati
- Shahi Basmati 451
- Super Basmati
- Unique Basmati 15
- Zaiqa HT-1215
- Sada Hayat
- Shahkar
- JP-5
- Kashmir Nafees
- Swat-I
- Swat-II
- Dilrosh-97
- Fakhar-e-Malakand
- Sarshar
- Shahkar
- Basmati Chenab
- Basmati Kissan
- Basmati Punjab
- Basmati 1509
- Noor Basmati

## Varietà filippine

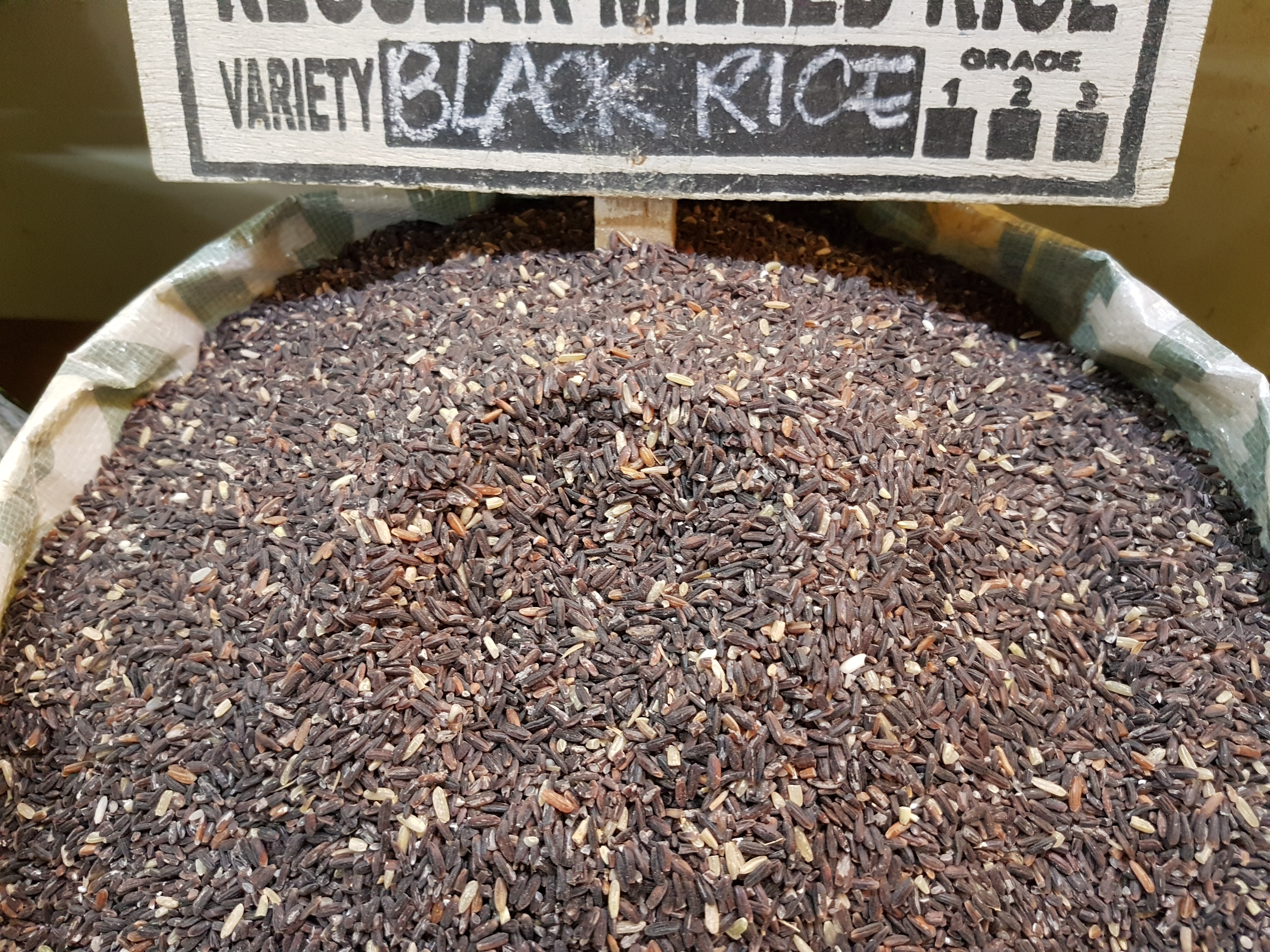
Balatinaw (or Balatinao), an heirloom black rice from Mountain Province, Philippines

- 7 tonner
- Angelika
- Azucena
- Balatinaw[42]
- Baysilanon
- Chong-ak[43]
- Dinorado
- Ifugao Rice
- Imbuucan[43]
- IR-64
- IR-8
- IR-841
- Angelica
- Kalinayan
- Maharlika
- Mestiso
- Milagrosa pino
- Ominio[43]
- Pirurutong (riso glutinoso viola)
- R-238
- Sampaguita
- Segadis Milagrosa
- Sinandomeng
- Tapol (riso glutinoso bianco)
- Wagwag
- V-10
- V-160
- White Rose

## Varietà portoghesi
- Ariete
- Arroz da terra
- Carolino
- Ponta rubra
- Valtejo

## Varietà dello Sri Lanka
- Badhabath
- Kaluheenati
- Keeri Samba
- Madathawalu
- Riso Naduì
- Samba
- Riso rosso dello Sri Lanka
- Riso bianco dello Sri Lanka
- Supiri Nadu
- Supiri Samba
- Suwandhel
- Kurulu Thuda
- Gonabaru
- Dik wee
- Hichchi naga
- Pokkali
- Madathawalu
- Masuran
- Rathkara al
- Rath hada al
- Kalu kumara
- Herath banda
- Maha ma wee
- San sun
- Kiri naran
- Kalu heenati
- Sudu heenati
- Weda heenati
- Goda heenati
- Dik heenati

## Varietà spagnole

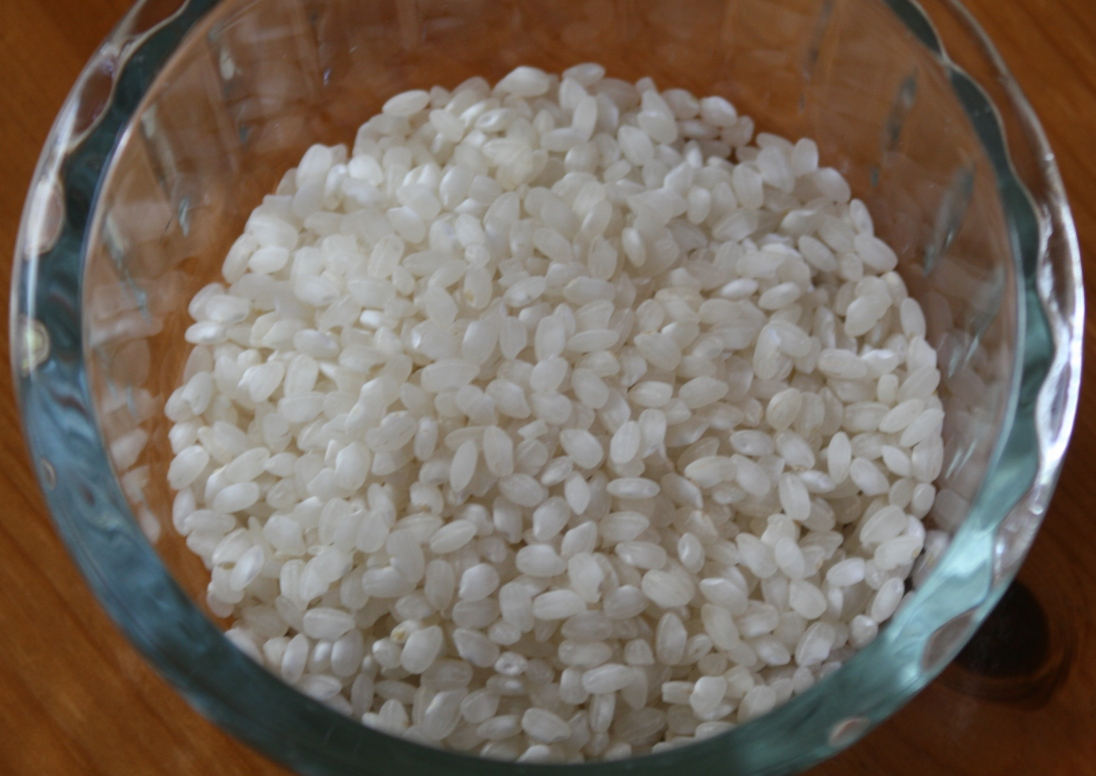
Riso bomba

- Albufera (riso tondo perlato premium)
- Bahia (riso tondo perlato)
- Balilla x Sollana  (riso tondo perlato)
- Bomba (riso tondo perlato premium)
- Fonsa (riso tondo perlato)
- Gleva (riso tondo perlato)
- Guadiamar (riso medio cristallino)
- J.Sendra riso tondo perlato)
- Marisma (riso tondo perlato)
- Puntal (riso medio cristallino)
- Senia (riso tondo perlato)

## Varietà taiwanesi
- Riso Penglai (蓬萊米)
- Taichung 65[25]
- Taichung Native-1[25]

## Varietà tailandesi

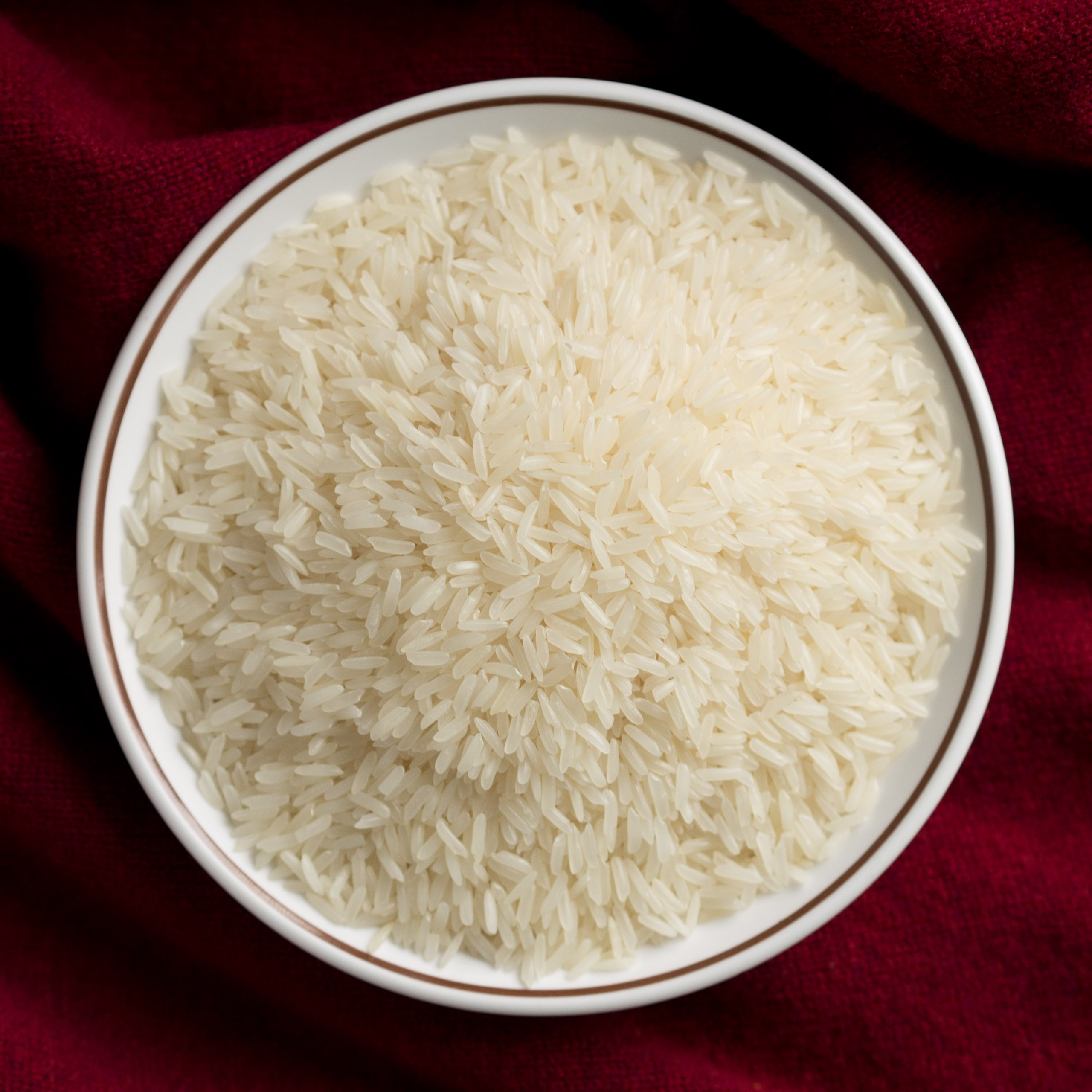
Riso Jasmine dalla Thailandia

- Riso glutinoso nero
- Riso Jasmine
- Red Cargo rice
- Riceberry
- WRiso glutinoso bianco

## Varietà vietnamite
- Riso Dự Hương
- Riso Nàng Thơm Chợ Đào
  - coltivato nn Mỹ Lệ, distretto di Cần Đước, provincia di Long An
- Nếp cái hoa vàng
  - coltivato nella provincia di Nam Dinh
- Nếp cẩm Rice
- Nếp Tú Lệ
- Tài Nguyên Rice
  - grown in Long An province
- Riso Tám Xoan 
  - coltivato nel distretto di Hải Hậu, provincia di Nam Dinh
- Riso ST24 - Tra i 3 migliori risi al mondo premiato nel 2018[senza fonte]
- Riso ST25  - Il miglior riso al mondo premiato nel 2019[senza fonte]
  - Coltivato nella provincia di Soc Trang, ricerca e sviluppo di Mr.Hồ Văn Cua (ingegnere agricolo) e dalla sua squadra.